# فیلتر میان‌نگذر

نمونه‌ای از یک فیلتر میان‌نگذر ایده‌آل عمومی، در حال نشان دادن هردو فرکانس‌های زاویه‌ای مثبت و منفی.

نمونه‌ای از طرح‌واره الکتریکی عمومی یک فیلتر میان‌نگذر ساده

فیلتر میان‌نگذر (به انگلیسی: band-stop filter) فیلتری است که اکثر فرکانس‌ها را بدون تغییر عبور می‌دهد، اما محدوده مشخصی را تا سطح بسیار پایینی تضعیف می‌کند. آن برعکس فیلتر میان‌گذر است. فیلتر شکافی (به انگلیسی: Notch filter) یا فیلتر تله‌ای یک فیلتر میان‌نگذر با توقف-باند بسیار باریک (Q بالا) است. فیلترهای شکافی در سامانه‌های سخنرانی عمومی (PA)، (به معنی سازوکاری جهت تقویت صوت برای عموم یا ناحیه ای بزرگ) و همچنین در وسایل تقویت‌کننده ابزار (مخصوصاً تقویت‌کننده‌ها و پیش‌تقویت‌کنندههای تجهیزات صوتی نظیر گیتارهای صوتی، ماندولین، تقویت‌کننده‌های صدای بم و غیره) استفاده می‌شوند تا فیدبک‌هایی که در اثر طیف فرکانسی ایجاد می‌شوند را کاهش دهد یا حذف کند. سایر اسامی این «فیلتر محدود-باند» (به انگلیسی: Band-limit filter) و «فیلتر تله‌ای-تی» (به انگلیسی: T-notch filter) و «فیلتر توقف-باند» (به انگلیسی: Band-elimination filter) و «فیلتر حذف-باند» (به انگلیسی: Band-rejection filter) است.

## همچنین بخوانید
- فیلتر پایین‌گذر
- فیلتر بالاگذر
- فیلتر میان‌گذر